# Getbol
Getbol su muljevite ravnice ili plimne ravnice, obalni sedimentni sustavi. One su važna staništa za različite vrste organizama, uključujući ptice selice i morsku faunu kao što su školjke, rakovi, hobotnice i puževi. Godine 2021. četiri lokacije getbol u Južnoj Koreji uvrštene su na UNESCO -ov popis svjetske baštine zbog svojih izvanrednih prirodnih svojstava. Svako od ovih mjesta predstavlja različitu vrstu plimnih ravnica (estuarijski tip, otvoreni zaljev, arhipelaški tip i poluzatvoreni tip).

## Opis
Četiri getbola koja su navedena su: Seocheon Getbol, Gochang Getbol, Shinan Getbol i Boseong-Suncheon Getbol. Prva tri mjesta nalaze se na zapadnoj obali Koreje, dok se Boseong-Suncheon Getbol nalazi na južnoj obali. Navedeni su pod kriterijem (x), koji pokriva područja koja "sadrže najvažnija i najznačajnija prirodna staništa za in situ očuvanje biološke raznolikosti, uključujući ona koja sadrže ugrožene vrste od izuzetne univerzalne vrijednosti sa stajališta znanosti ili očuvanja. " Neke od vrsta prisutnih u getbolima uključuju blatnu hobotnicu, japanske blatne rakove, rakove guslače, čekinjastih crve te Stimpsonovog raka duha i Žutomorskog pješčanog puža .  Getboli sadržavaju ugrožene vrste ptica selica na njihovoj ruti preko Žutog mora, kao mjesta zaustavljanja na istočnoazijsko-australskom putu letenja. 22 vrste koje preletavaju su zaštićene s IUCN- ovog Crvenog popisa zabilježene kao posjetitelji, uključujući kritično ugroženu žličarku . Nadalje, u zaštićenim područjima zabilježeno je 375 vrsta bentoskih dijatomeja, 118 ptica močvarica, 857 vrsta makrobentosa, 152 vrste morskih makroalgi, 47 endemskih i 5 vrsta ugroženih morskih beskralješnjaka.